# Парижанката
„Парижанката“ (на френски: Une Parisienne) е френска комедия от 1957 на режисьора Мишел Боарон.

## Сюжет
Брижит, дъщеря на министър-председателя на Франция, е влюбена в младия Мишел, шефа на кабинета на министрите. Той е толкова любвеобилен, че не е по силите му да отказва на жените на чиновниците, които го молят за срещи. Брижит, водена от любовен порив, отива в хотелската стая на Мишел за да му стане любовница, но изведнъж се появява баща и...

## В ролите
| Изпълнител   | Роля                   |
| ------------ | ---------------------- |
| Брижит Бардо | Брижит Лорие           |
| Анри Видал   | Мишел Легран           |
| Андре Лугует | Президент Алсиде Лорие |
| Шарл Боайе   | Принц Чарлз            |
| Надя Грей    | Кралица Грета          |
| Клер Морие   | Карълайн Хербле        |
| Ноел Роквер  | Г-н Хербле             |
| Мадлин Лебо  | Моник Уилсън           |